# Becherovka

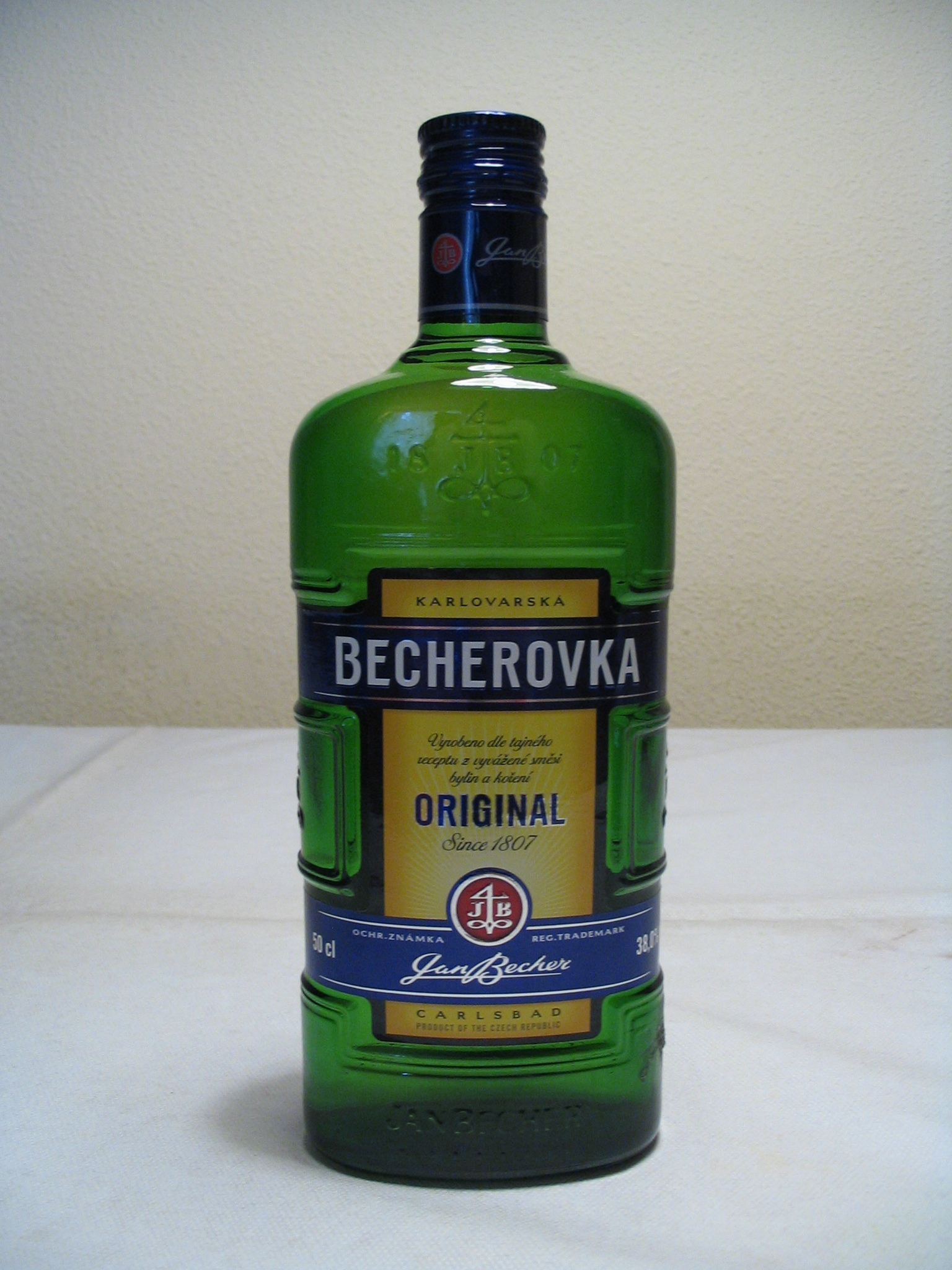
Becherovka

La Becherovka (en tchèque : becherovka ), anciennement appelée Karlsbader Becherbitter, est une boisson alcoolisée (liqueur) fabriquée à Karlovy Vary (Carlsbad), en République tchèque. Elle est aussi connue sous le nom Liqueur de Carlsbad. Obtenue par la macération à chaud d'une vingtaine d'herbes et d'épices tenues secrètes (parmi lesquelles la cannelle, le clou de girofle et la mélisse) et par deux mois de maturation de ce macéré, additionné de sucre et d'une eau de source locale, la Becherovka titre 38° d'alcool.

Elle est le plus souvent servie seule sur de la glace ou avec de l'eau tonique et du jus de citron pour former le cocktail appelé « Béton ».
La Becherovka doit son nom à son créateur, Josef Vitus Becher (1769-1840), herboriste de Carlsbad, qui, en 1807, a imaginé cette liqueur censée traiter les aigreurs d'estomac. Au cours du XIXe siècle, la distillerie s'agrandit et la boisson s'exporte à travers l'Europe. En 1838, la petite entreprise passe entre les mains de Johann Becher (1813-1895) et celui-ci se lance dans la production à grande échelle de l’alcool. En 1945, la société, jusqu'alors restée familiale, est nationalisée et le secret de la recette est remis à l'État. Hedda Baier-Becher, ultime propriétaire issue de la famille Becher, meurt à Cologne en 2007.
Privatisée après la Révolution de velours, l'entreprise a été cédée au groupe français Pernod Ricard.
La distillerie réalise outre l'original les variantes suivantes :
- Becherovka lemond
- Cordial
- KV 14
- Ice and Fire (production arrêtée)

À Carlsbad (Karlovy Vary) existe dans l'ancienne usine un musée de la Becherovka.